# Santiago López García
Santiago López García (Mendoza, 4 de diciembre de 1997) es un futbolista argentino. Juega de mediocampista y su equipo actual es Banfield que disputa la Primera División de Argentina.

## Carrera

### Inicios
López García debutó en 2014 en la Liga Mendocina de Fútbol con Academia Chacras de Coria con apenas 17 años.
Al año siguiente sería prestado al Hapoel Afula de la Liga Leumit, segunda categoría del fútbol israelí. Debutó en el equipo del distrito Norte el 2 de febrero de 2016 en la victoria por 1-0 sobre el Hapoel Acre, ingresando en el entretiempo por Niv Abargil. Durante su estadía en el país del oriente próximo, jugó 13 partidos y convirtió 9 goles.
Regresó a la Argentina para jugar en Deportivo Maipú del Torneo Federal A, aunque solo jugó en la Liga Mendocina, y retornó a Academia Chacras de Coria en el segundo semestre de 2017.

### Gimnasia y Esgrima de Mendoza
En 2018, se convirtió en refuerzo de Gimnasia y Esgrima de Mendoza, quien regresaba a la Primera B Nacional tras su último descenso en 2015. Debutó en el Lobo mendocino el 1 de febrero de 2019 en el empate 2-2 contra Los Andes, ingresando a falta de dos minutos por Diego Auzqui.
Convirtió su primer gol al año siguiente en la goleada por 1-5 como visitante a Atlético de Rafaela.

### Quilmes
En 2022, viajó hacia la provincia de Buenos Aires para incorporarse como nuevo jugador de Quilmes, participante de la segunda categoría del fútbol argentino. Llegó a préstamo por un año y con opción de compra.

### San Martín de San Juan
A finales de 2024 consigue con el equipo el ascenso a Primera División de Argentina.

## Estadísticas

### Clubes
- Actualizado hasta el 17 de agosto de 2025.

| Academia Chacras Argentina | 6.ª                 | 2014                | ?   | ?  | - | - | - | - | ?   | ?  | ?    |
| Academia Chacras Argentina | 6.ª                 | 2015                | ?   | ?  | - | - | - | - | ?   | ?  | ?    |
| Academia Chacras Argentina | 6.ª                 | 2017                | ?   | ?  | - | - | - | - | ?   | ?  | ?    |
| Academia Chacras Argentina | Total club          | Total club          | ?   | ?  | - | - | - | - | ?   | ?  | ?    |
| Hapoel Afula Israel | 2.ª                 | 2015-16             | 13  | 9  | 0 | 0 | - | - | 13  | 9  | 0.69 |
| Hapoel Afula Israel | Total club          | Total club          | 13  | 9  | 0 | 0 | - | - | 13  | 9  | 0.69 |
| Deportivo Maipú Argentina | 3.ª                 | 2016-17             | 0   | 0  | 0 | 0 | - | - | 0   | 0  | 0    |
| Deportivo Maipú Argentina | Total club          | Total club          | 0   | 0  | 0 | 0 | - | - | 0   | 0  | 0    |
| Gimnasia (M) Argentina | 2.ª                 | 2018-19             | 10  | 0  | 1 | 0 | - | - | 11  | 0  | 0    |
| Gimnasia (M) Argentina | 2.ª                 | 2019-20             | 19  | 1  | 1 | 0 | - | - | 20  | 1  | 0.05 |
| Gimnasia (M) Argentina | 2.ª                 | 2020                | 8   | 1  | - | - | - | - | 8   | 1  | 0.13 |
| Gimnasia (M) Argentina | 2.ª                 | 2021                | 31  | 3  | - | - | - | - | 31  | 3  | 0.1  |
| Gimnasia (M) Argentina | 2.ª                 | 2023                | 34  | 4  | 1 | 0 | - | - | 35  | 4  | 0.11 |
| Gimnasia (M) Argentina | Total club          | Total club          | 102 | 9  | 3 | 0 | - | - | 105 | 9  | 0.09 |
| Quilmes Argentina | 2.ª                 | 2022                | 28  | 0  | 2 | 0 | - | - | 30  | 0  | 0    |
| Quilmes Argentina | Total club          | Total club          | 28  | 0  | 2 | 0 | - | - | 30  | 0  | 0    |
| San Martín (SJ) Argentina | 2.ª                 | 2024                | 40  | 1  | 0 | 0 | - | - | 40  | 1  | 0.03 |
| San Martín (SJ) Argentina | Total club          | Total club          | 40  | 1  | 0 | 0 | - | - | 40  | 1  | 0.03 |
| Banfield Argentina | 1.ª                 | 2025                | 11  | 1  | 2 | 0 | - | - | 13  | 1  | 0.08 |
| Banfield Argentina | Total club          | Total club          | 11  | 1  | 2 | 0 | - | - | 13  | 1  | 0.08 |
| Total en su carrera | Total en su carrera | Total en su carrera | 194 | 20 | 7 | 0 | - | - | 201 | 20 | 0.1  |
| (1) Las copas nacionales se refiere a la Copa Argentina y a la Copa de Israel. (2) Las copas internacionales se refiere a la Copa Libertadores y a la Copa Sudamericana. (3) Media de goles por encuentro. No incluye goles en partidos amistosos. |                     |                     |     |    |   |   |   |   |     |    |      |